# 楊岳橋
楊岳橋（英語：Alvin Yeung Ngok-kiu，1981年6月5日—），香港執業大律師，前公民黨黨魁，曾任香港立法會議員。2020年11月11日，全國人大常委會作出決定，制訂涉及取消立法會議員資格的框架安排，授權特區政府處理有關事宜，並由特區政府宣布他已於2020年7月30日喪失立法會議員資格。2021年1月6日因早前參與民主派初選被控違犯中華人民共和國香港特別行政區維護國家安全法而被捕，最終被判5年1個月。

## 背景

### 家庭狀況
楊岳橋於香港出生，家中獨子，小時候曾居住於元朗及土瓜灣。父母從商，主要經營酒樓及珠寶零售生意。1994年跟隨父母移民往加拿大多倫多，1996年父親離世，自此由母親獨力撫養成人。

### 就讀院校
1994年，在何文田官立中學完成中一課程，同年跟隨父母移民往加拿大多倫多，並於寄宿男校聖安德烈學院完成中學課程，之後取得西安大略大學政治科學系學士、北京大學法學碩士（宪法学与行政法学方向，导师张千帆，学位论文题目为《规管政党——探讨香港订立〈政党法〉的必要性》）及布里斯托大學（法律）文學碩士。2007年返回香港，於香港大學修讀法律專業證書（PCLL）課程。

### 工作經驗
2008年，取得香港大學法律專業證書（PCLL）後，申請成為律政司見習律政人員（Legal Trainee），接受實習大律師的訓練。2009年，成為執業大律師，於駱應淦大律師辦事處執業，其授業師父為蔡維邦資深大律師。

### 個人興趣
小學時期養成閱讀興趣，喜歡閱讀歷史及政治書籍 ，長大後，喜愛收藏各類古書籍及古地圖集、喜愛砌樂高模型、玩俠盜獵車手系列電子遊戲、寫毛筆書法、喜歡吃東西，穿梭街頭小巷尋找美食，特別鍾情一些老店小舖、熱愛購物，所購之物包括各類書籍、樂高模型以及衣物（西裝、領𧘹及皮鞋）。

### 崇拜人物
在多次訪問中，均表示最崇拜的人物是英國政治家溫斯頓·邱吉爾，欣賞他多才多藝，集演說家、歷史學家與藝術家的才能於一身 : 曾當首相、戰地記者、畫家，亦是諾貝爾文學獎得獎者；欣賞他的個性，擁有無比的勇氣和自信，且具備機智、諷刺的詼諧口吻，掌握領導統馭的藝術。但自當選後，漸少再提崇拜邱吉爾，並於2016年3月20日於《明報》的個人詳訪中表示「其實歷史人物之中我最喜歡（Pierre）Trudeau（老杜魯道）」。

## 從政生涯
2002年，楊岳橋於西安大略大學就讀政治科學學系期間，曾代表學校參與第11屆加拿大安省大專中文辯論比賽，以主辯身份帶領隊伍擊敗其餘27隊大學辯論隊，奪得該年度全場總冠軍，個人亦獲取「最佳辯論員」的殊榮。
2003年，香港經歷了沙士疫症及基本法23條立法事件，爆發七一大遊行。楊岳橋當時身在加拿大，因此未能參與其中，但產生了投身政治的想法。暑期回港，應劉家儀之邀加入七一人民批組織，擔任發言人，旨為推動香港民主發展，支持一眾年青人參加2003年香港區議會選舉，以抗衡建制派。
2004年，暑假期間，楊岳橋從北京回港度假，得悉梁家傑參與立法會（九龍東）選舉的消息，自薦成為其助選團實習生。

### 參選區議會、法律界選舉委員會、立法會
2011年，楊岳橋加入公民黨。11月6日，參與2011年區議會選舉（大埔墟選區），宣傳單張寫上「四年前，大家錯失改變的機會。四年後，距離改變，只差一步……」字句，參選的其中一個目的是希望能打破民建聯一直壟斷該區區議員的局面。期間經常穿梭於區內了解民生狀況，並向市民提供免費法律諮詢服務，惟最終仍敗於民建聯的李國英，以880票（得票率：42.88%）落選 。12月11日，參與2011年香港選舉委員會界別分組選舉，宣傳口號為「United We Stand for Genuine, Universal Suffrage and the Rule of Law」，最終以731票（得票率：1.69%）當選30位法律界界別委員之一。
2012年擔任大埔區議會環境、房屋及工程委員會增選委員，就房屋、地區發展及工程項目等提供意見。9月9日，放棄持有長達14年的加拿大國籍，夥拍湯家驊參與2012年香港立法會選舉新界東選區，排列於名單第二位，宣傳口號為「拉近貧富懸殊，重建社會階梯」、「您我同行，路遙不倦」，最終湯家驊以32,753票（得票率：7.53%）成功當選，楊岳橋則未能當選。

### 擔任公民黨執行委員
2012年12月1日，成為公民黨執行委員，擔任經濟及公共財政政策支部主席及新界東地區支部副主席。

### 參與立法會公聽會
2013年至2015年間，楊岳橋以公民黨執行委員身份，出席多次香港立法會公聽會，為不少議案撰寫意見書及發言，有：《兩家電力公司的《管制計畫協議》》、《兒童權利公約》、《藉發展社區經濟以紓減貧窮》、《殘疾人士家居照顧和社區照顧服務的規劃和質素》、《環境基建項目：新界東北堆填區擴建計劃》、《優化土供應策略》、《發展西九文化軟件事項》及《全港性系統評估（TSA）的相關事宜》等。

### 擔任佔中義務律師代表團發言人
2014年9月26日至12月15日，香港爆發一場歷時79天的佔領中環、雨傘革命行動。楊岳橋擔任義務律師代表團發言人，協助在運動中被拘捕的人士，陪同他們前往警署錄口供，以及提供法律意見。12月6日，接棒湯家驊擔任公民黨新界東地區支部主席一職。

### 參選立法會補選

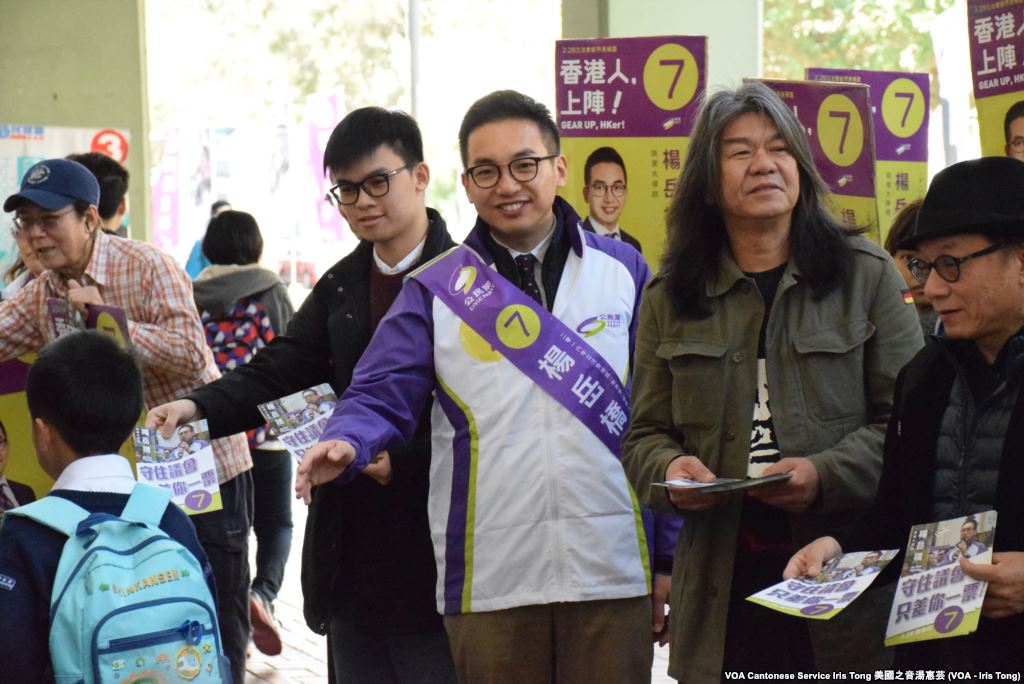
楊岳橋（白衣者）與助選的時任立法會議員梁國雄（右二）及前學民思潮發言人黎汶洛進行競選活動

2015年10月1日，湯家驊辭去立法會議員議席，引發新界東地方選區補選。12月20日，公民黨宣布派出楊岳橋參選新界東補選。

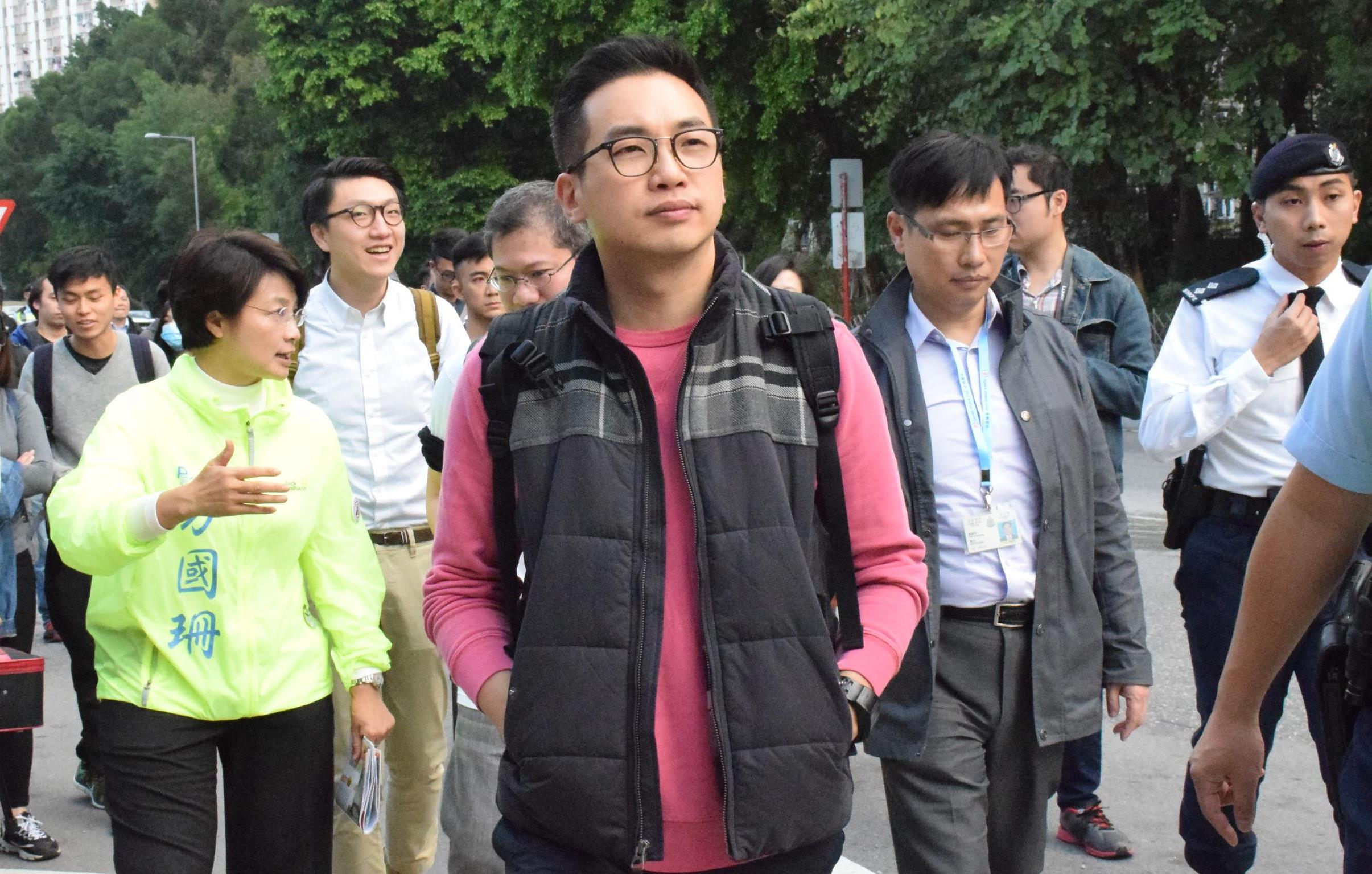
楊岳橋（帶頭者）參與北區水貨客關注組在上水舉辦的「水貨導賞團」（2016年1月）

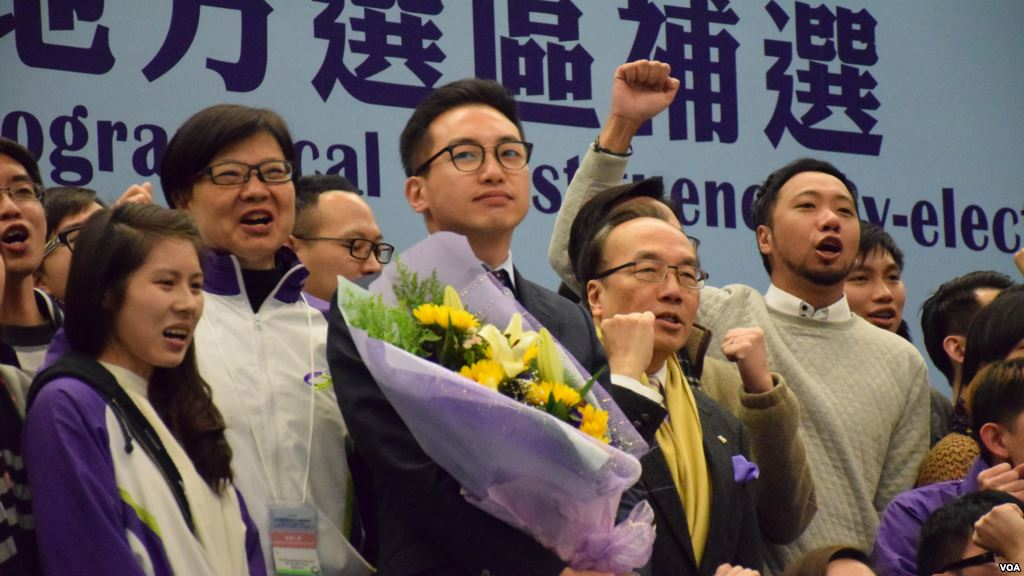
公民黨主席余若薇及當時黨魁梁家傑等多位成員祝賀楊岳橋在補選中當選

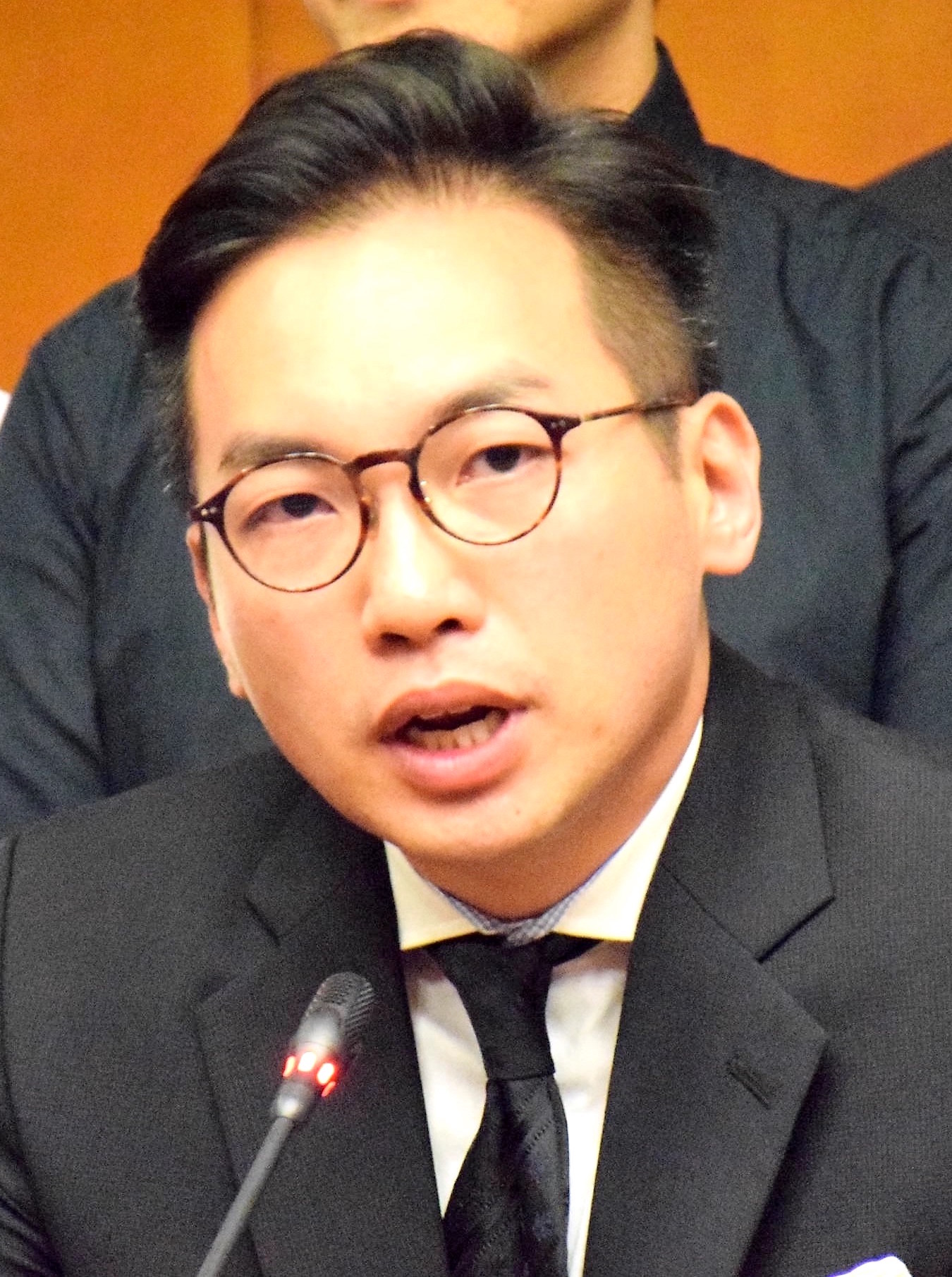
楊岳橋在4名民主派議員被褫奪議員資格後發言（2017年7月14日）

是次新界東地方選區補選，楊岳橋競選宣傳口號為「香港人，上陣！」、「梁振英，下台！」、「風雨飄搖、更見承擔」；做勢大會前後，以「關鍵一席」為主要口號，以示堅守立法會地方直選過半數的關鍵一席。競選其間，於2016年2月8日發生農曆新年旺角騷亂，凌晨12時27分，本土民主前線在Facebook專頁宣稱決定運用新界東地方選區補選候選人梁天琦之競選權力，即時於旺角夜市舉行選舉遊行，梁天琦參與街頭抗爭及知名度大大增加，使泛民主派加大動員力度去支持楊岳橋，避免議席被建制派奪去。2016年2月11日，楊岳橋首次於其Facebook發文回應，文末指「我的輸贏不重要，只在意是否守得住對抗強權的關鍵一席。暴政生暴力，如果這次失敗換來梁振英小人得志式的笑容、換來建制入場修改議事規則令出賣港人的法案通過，我會非常不甘心，因為：The loser is Hong Kong.」，兩日內獲13,000點讚及2,000多個轉發，是為其補選工程之轉捩點。2016年2月28日投票日，楊岳橋最終以160,880票（得票率：37.19%），謹10,551票之差險勝民建聯周浩鼎（得150,329票，得票率：34.8%）當選立法會議員。
2016年2月29日在其Facebook勝選宣言中表示「我承諾身體力行推動泛民革新，去回應這個時代。從梁天琦與我的得票，可見香港人是率性與智慧並重，亦充分顯示革新泛民，刻不容緩。」及其後的訪問中曾多次表示「希望這個革新，由我做起、由公民黨做起」。3月2日，首天進入立法會工作。

### 連任立法會議員
2016年9月4日，參與2016年香港立法會選舉新界東選區，宣傳口號為「實踐革新、逆轉未來」，以52,416票（得票率：9.03%）成功連任立法會議員。10月18日，當選為立法會2016-17年度及2017-18年度經濟發展事務委員會副主席及2018-19年度及2019-20年度工商事務委員會副主席。10月19日，當選為立法會2016-17年及2017-18年度度人事編制小組委員會副主席。

### 擔任公民黨黨魁
2016年10月1日，擔任公民黨署理黨魁一職。11月19日，接棒梁家傑擔任公民黨黨魁一職，並於2018年連任。

### 被選舉主任取消參選資格及喪失立法會議員資格
2020年立法會換屆選舉，楊勝出由民主派舉辦的初選，遞交提名報名競逐在新界東地區直選連任後數日，即同年7月25日，便與同區出戰的沙田社區網絡主席劉頴匡及前立場新聞記者何桂藍，同時接收到當區選舉主任楊蕙心的信件，就多項議題的立場詢問其包括涉及其曾簽署反對港區國安法的聲明、爭取外國制裁、否決財政預算案等範疇，而有關舉動被指是撤銷楊等人之參選資格的前奏。2020年7月30日，其選舉提名被選舉主任正式裁定為無效。

### 人大常委會的決定令四名民主派議員喪失立法會議員資格
2020年11月11日，特區政府根據《全國人民代表大會常務委員會關於香港特別行政區立法會議員資格問題的決定》宣佈楊岳橋、郭榮鏗、郭家麒和梁繼昌4名立法會議員已於2020年7月30日喪失立法會議員資格。

## 爭議

### 司法系統「有險可守」的言論
2016年2月，楊岳橋在造勢晚會發言，表示自己堅信，香港未來仍然有得救，仍有希望，因為還有法治作為最後的防線，「因香港仍有一個獨立司法系統，你同我都仍會相信。而獨立的司法系統，若果有人想搞佢，Over my dead body！」一些認為「法治已死」的人士嘲諷他的言論。2020年6月，杨岳桥在网络直播中就此致歉，称相关言论是在脱稿情况下发表的。。而且在同年11月被撤銷議員資格後，被網民恥笑其屍體已經被跨過。

### 「案底令人生更精彩」論
2017年8月，楊岳橋出席聲援反東北案被告聲援集會時表示，以往經常向犯事的年輕人說，案底對人生有很大的影響，但對於因為反東北案和衝擊「公民廣場」案而被判入獄的人，「這個案底是令他們人生變得更加精彩」，此番言論引起爭議和備受抨擊。直至2018年6月，民建聯立法會議員張國鈞在立法會行政長官質詢環節上，不點名批評有身為大律師的議員，鼓勵年輕人「留案底會令人生變得更精彩」的言論，楊岳橋在翌日發言時趁機回應指自己相關言論表達不恰當，「希望為我的失言，向東北案的13位朋友，以及社運界朋友致歉。」2020年3月，警務處處長鄧炳強表示，社會上有些人說有刑事案底令人生更精彩，講出這些說話的人有法律背景，本身沒有刑事案底，自己不用暴力，擔心年輕人聽到這些說話後，就以為為了自己認為正確的事，就做甚麼都可以，擔憂變成法治災難。

### 沒有出席由自己提出的議案的動議
2019年1月9日，原定由楊岳橋提出，於立法會討論有關單程證審批權的議案，最終由於楊岳橋缺席而未能處理其動議。楊於其個人Facebook專頁片段中解釋，因為他留在辦公室收看政制及內地事務局局長聶德權講述《國歌法》的記者會直播，疏忽之下，沒有到會議廳動議自己的議案，連番強調今次疏忽、大意的責任，完全在他一個人身上。由於楊於2015年立法會補選中以「關鍵一席」為口宣傳口號，故此被網民及傳媒取笑為「關鍵缺席」。他最後除鞠躬向公眾道歉外，亦發信向全體議員道歉。有香港本土派人士批评杨岳桥哗众取宠。

### 被指意圖選擇性捐薪涉嫌賄選買票
2020年4月9日，公民黨黨魁楊岳橋被記者再追問捐薪問題時表示，對捐薪持開放態度，但並非必須，即使他最終捐薪亦只會捐給「黃色經濟圈」。。有意見批評，楊岳橋以公帑捐「黃圈」，固然是為了討好「黃店」，但此舉卻顯然有賄選買票之嫌，因為根據《選舉(舞弊及非法行為)條例》第十一條列明：「任何人如無合理辯解而提供利益予他人，以誘使或酬謝該人士或該人士圖令第三者在選舉中投票或不投票予某候選人或某些候選人，即屬違法。任何人如無合理辯解而索取或收取利益，以作出上述行為，亦屬違法。」

## 外部連結
- 楊岳橋-香港立法會議員資料（页面存档备份，存于）
- 楊岳橋-大律師名冊資料（页面存档备份，存于）
- 楊岳橋-公民黨官方資料（页面存档备份，存于）
- 楊岳橋的Facebook專頁
- 楊岳橋的Instagram帳戶
- YouTube上的楊岳橋頻道
- 楊岳橋-2011年區議會選舉（大埔墟選區）宣傳片（页面存档备份，存于）
- 湯家驊、楊岳橋-2012年立法會選舉（新界東選區）宣傳片（页面存档备份，存于）
- 楊岳橋-2016年立法會選舉（新界東補選）宣傳片（页面存档备份，存于）
- 楊岳橋-2016年立法會選舉（新界東選區）政綱宣傳（页面存档备份，存于）

| 政黨職務      | 政黨職務                                                      | 政黨職務      |
| ------------- | ------------------------------------------------------------- | ------------- |
| 前任： 梁家傑 | 公民黨黨魁 2016年11月19日－2020年11月28日                     | 繼任： 懸空   |
| 前任： 湯家驊 | 公民黨新界東地區支部主席 2014年12月6日－2016年11月18日        | 繼任： 錢偉健 |
| 前任： 曾國豐 | 公民黨經濟及公共財務政策支部主席 2012年12月1日－2014年12月5日 | 繼任： 曾國豐 |